# Pixinguinha
Alfredo da Rocha Viana Filho, conocido como Pixinguinha, (Río de Janeiro, 23 de abril de 1897-Río de Janeiro, 17 de febrero de 1973) fue un flautista, saxofonista, compositor, cantante y director de orquesta brasileño. 
Pixinguinha es considerado uno de los mayores compositores de la música popular brasileña, sobre todo por haber contribuido, directamente, a que el choro (en portugués, lloro o llanto) encontrara una forma musical característica. Compuso decenas de choros, entre ellos algunas de las obras más conocidas del género, como "Carinhoso", "Glória", "Lamento" y "Um a Zero". 

## Biografía

### Primeros años
Pixinguinha era hijo del músico Alfredo da Rocha Vianna, empleado de correos y flautista, que poseía una gran colección de partituras de coros antiguos  y organizador de frecuentes reuniones musicales en su casa. Aprendió a tocar la flauta en casa, pero pronto se convirtió en alumno de Irineu de Almeida, compuso su primera pieza a los 14 años y realizó su primera grabación a los 16 años. Pixinguinha formaba parte de una familia con varios hermanos músicos, entre ellos China (Otávio Vianna), quien le consiguió su primer trabajo, y empezó a tocar en 1912 en los cabarets del barrio carioca de Lapa y más tarde sustituyó al flautista titular en la orquesta de la sala de proyección del Cine Rio Branco. En los años siguientes siguió actuando en cines, ranchos de carnaval, clubes nocturnos y en el teatro de revista.

### Os Oito Batutas
En 1914, se unió a sus amigos João Pernambuco y Donga para formar el grupo Caxangá, que alcanzó gran notoriedad antes de disolverse en 1919. A partir de ese grupo formó el conjunto Os Oito Batutas (lit. 'Los Ocho Maravillosos Músicos')., integrado por su hermano China, Donga, João Pernambuco y otros destacados músicos. Al principio, la formación instrumental era bastante tradicional, dominada por una sección rítmica de cuerdas pulsadas: Pixinguinha a la flauta, además de guitarras, cavaquinho, banjo cavaquinho y percusión de mano. Tocando en el vestíbulo del Cine Palais,Os Oito Batutas pronto se convierten en una atracción más popular que las propias películas.  Su repertorio era variado y abarcaba música folclórica del nordeste de Brasil, sambas, maxixes, valses, polcas y "tangos brasileños" (el término choro aún no se había establecido como género).Un verdadero éxito entre la élite carioca, ya que utilizaban instrumentos hasta entonces conocidos y utilizados solamente en los suburbios y favelas cariocas, aunque no estuvieron exentos de polémica. Algunos miembros de la élite blanca de Río desaprobaban que hombres negros tocaran en las venias.
Os Oito Batutas, y Pixinguinha en concreto, fueron objeto de ataques que reflejaban las preocupaciones raciales y la influencia de Europa y Estados Unidos en la música brasileña. El grupo, formado por músicos blancos y negros, actuaba sobre todo en ambientes de clase alta, donde antes se prohibía la presencia de músicos negros. Además, fueron ferozmente criticados por quienes consideraban que la cultura musical brasileña debía reflejar principalmente sus raíces europeas y que un embajador musical negro era una vergüenza. Por último, el estilo compositivo de Pixinguinha y su incorporación de trompetas y saxofones fue criticado por estar corrompido por el jazz estadounidense, que entonces se estaba popularizando a través de las emisiones radiofónicas.

### Años 30 - 40 s
En los años 30 fue contratado como arreglista por la compañía discográfica RCA Victor, creando arreglos que hicieron famosos cantantes como Francisco Alves, Mário Reis y Carmen Miranda. Al final de la década fue sustituido en este puesto por Radamés Gnattali. En los años 40 se unió al grupo regional de Benedito Lacerda y comenzó a tocar el saxofón tenor. Algunas de sus principales obras fueron grabadas en colaboración con el líder del conjunto, pero hoy se sabe que Benedito Lacerda no era el compositor, sino que pagaba las colaboraciones. 

## Contribuciones musicales
Cuando compuso "Carinhoso", entre los años 1916 y 1917 y "Lamentos" en 1928, considerados algunos de los choros más famosos, Pixinguinha fue criticado acremente por los grupos tradicionalistas de este género, ya que, según los cánones regulares esas composiciones tenían una marcada influencia del jazz y no se atenían a las normas instrumentales, usadas por los demás compositores, hasta ese momento. Algunas de sus obras, hoy famosas y clásicas, son: "Rosa", "Vou vivendo" (Estoy viviendo), "Lamentos", "1 x 0", "Naquele tempo" (En aquel tiempo) y "Sofres porque Queres" (Sufres porque quieres). 
Fue uno de los primeros músicos y compositores brasileños en aprovechar la tecnología de la radiodifusión y la grabación en estudio. Pixinguinha compuso docenas de choros, incluidas algunas de las obras más conocidas del género, como "Carinhoso", "Glória", "Lamento" y "Um a Zero". 
En el día 23 de abril se conmemora el Día Nacional del Choro, como una forma de homenaje póstumo al nacimiento de Pixinguinha. La fecha fue instituida, oficialmente el 4 de diciembre de 2000, después de la ley, que surgió por iniciativa del músico Hamilton de Holanda y de sus alumnos de la Escuela de Choro Raphael Rabello. 
Pixinguinha falleció en la iglesia Nuestra Señora de la Paz en Ipanema (Río de Janeiro) mientras asistía a un bautizo en calidad de padrino de un niño.

## Composiciones
- - A pombinha (com Donga)
  - A vida é um buraco
  - Aberlado
  - Abraçando Jacaré
  - Acerta o passo
  - Aguenta, seu Fulgêncio (com Lourenço Lamartine)
  - Ai, eu queria (com Vidraça)
  - Ainda existe
  - Ainda me recordo
  - Amigo de povo
  - Assim é que é
  - Benguelê
  - Bianca (com Andreoni)
  - Buquê de flores (com W. Falcão)
  - Cafezal em flor (com Eugênio Fonseca)
  - Carinhos
  - Carinhoso (com João de Barro)
  - Carnavá tá aí (com Josué de Barros)
  - Casado na orgia (com João da Baiana)
  - Casamento do coronel Cristino
  - Céu do Brasil (com Gomes Filho)
  - Chorei
  - Chorinho no parque São Jorge (com Salgado Filho)
  - Cochichando (com João de Barro e Alberto Ribeiro)
  - Conversa de crioulo (com Donga e João de Baiana)
  - Dança dos ursos
  - Dando topada
  - Desprezado
  - Displicente
  - Dominante
  - Dominó
  - Encantadora
  - Estou voltando
  - Eu sou gozado assim
  - Fala baixinho (com Hermínio Bello de Carvalho)
  - Festa de branco (com Baiano)
  - Foi muamba (com Índio)
  - Fonte abandonada (com Índio)
  - Fraternidade
  - Gargalhada
  - Gavião calçudo (com Cícero de Almeida)
  - Glória
  - Guiomar (com Baiano)
  - Há! hu! lá! ho! (com Donga e João da Baiana)
  - Harmonia das flores (com Hermínio Bello de Carvalho)
  - Hino a Ramos
  - Infantil
  - Iolanda
  - Isso é que é viver (com Hermínio Bello de Carvalho)
  - Isto não se faz (com Hermínio Bello de Carvalho)
  - Já andei (com Donga e João da Baiana)
  - Já te digo (com China)
  - Jardim de Ilara (com C. M. Costal)
  - Knock-out
  - Lamento
  - Lamentos (com Vinícius de Moraes)
  - Lá-ré
  - Leonor
  - Levante, meu nego
  - Lusitânia (com F. G. D.)
  - Mais quinze dias
  - Mama, meu netinho (com Jararaca)
  - Mamãe Isabé (com João da Baiana)
  - Marreco quer água
  - Meu coração não te quer (com E. Almeida)
  - Mi tristezas solo iloro
  - Mulata baiana (com Gastão Vianna)
  - Mulher boêmia
  - Mundo melhor (com Vinícius de Moraes)
  - Não gostei dos teus olhos (com João da Baiana)
  - Não posso mais
  - Naquele tempo (com Benedito Lacerda e Reginaldo Bessa)
  - Nasci pra domador (com Valfrido Silva)
  - No elevador
  - Noite e dia (com W. Falcão)
  - Nostalgia ao luar
  - Número um
  - O meu conselho
  - Os batutas (com Duque)
  - Os cinco companheiros
  - Os home implica comigo (com Carmen Miranda)
  - Onde foi Isabé
  - Oscarina
  - Paciente
  - Página de dor (com Índio)
  - Papagaio sabido (com C. Araújo)
  - Patrão, prenda seu gado (com Donga e João da Baiana)
  - Pé de mulata
  - Poema de raça (com Z. Reis e Benedito Lacerda)
  - Poética
  - Por vôce fiz o que pude (com Beltrão)
  - Pretensiosa
  - Promessa
  - Que perigo
  - Que querê (com Donga e João da Baiana)
  - Quem foi que disse
  - Raiado (com Gastão Vianna)
  - Rancho abandonado (com Índio)
  - Recordando
  - Rosa (com Otávio de Sousa)
  - Rosa
  - Samba de fato (com Baiano)
  - Samba de nego
  - Samba do urubu
  - Samba fúnebre (com Vinícius de Moraes)
  - Samba na areia
  - Sapequinha
  - Saudade do cavaquinho (com Muraro)
  - Seresteiro
  - Sofres porque queresPixinguinha, 1959. Arquivo Nacional.
  - Solidão
  - Sonho da Índia (com N. N. e Duque)
  - Stella (com de Castro e Sousa)
  - Teu aniversário
  - Teus ciúmes
  - Triangular
  - Tristezas não pagam dívidas
  - Um a zero (com Benedito Lacerda)
  - Um caso perdido
  - Uma festa de Nanã (com Gastão Vianna) * Urubu
  - Vamos brincar
  - Variações sobre o urubu e o gavião
  - Vem cá! não vou!
  - Vi o pombo gemê (com Donga e João da Baiana)
  - Você é bamba (com Baiano)
  - Você não deve beber (com Manuel Ribeiro)
  - Vou pra casa
  - Xou Kuringa (com Donga e João da Baiana)
  - Yaô africano (com Gastão Vianna)
  - Zé Barbino (com Jararaca)
  - Proezas de Solon
  - Vou Vivendo